# Francisco de Oliver-Copons y Méndez-Navia
Francisco de Oliver-Copons y Méndez-Navia (Màlaga, 21 d'agost de 1764 - Madrid, 18 de desembre de 1842) va ser un militar espanyol, comte de Tarifa des de 1836, que va combatre a la guerra del francès i fou capità general de Catalunya.

## Biografia
Era fill de Juan Oliver-Copons Martínez Moncada y Viso, comptador propietari de Rendes Provincials i descendent dels antics barons de Balsareny, i d'Ángela Méndez-Navia y Castellanos, nascuda a Ceuta. El 16 de juny de 1784 va ingressar com a cadet a l'Acadèmia Militar del Puerto de Santa María, d'on va sortir el 1787 amb el grau de subtinent. El 12 d'agost de 1791 ascendí a segon tinent i poc després a subtinent de granaders. Va lluitar a la Guerra Gran i com a conseqüència l'11 de gener de 1793 va rebre la creu de l'Orde de Carles III. Va participar en els combats de Sant Llorenç de la Muga. Vilafranca de Conflent, Oleta, Montroig i en la presa de Cotlliure i Portvendres. El desembre de 1793 va ascendir a capità i en 1795 a tinent coronel.
Va participar en la defensa de Cadis contra els atacs anglesos en 1800, en 1807 fou ascendit a coronel i en 1808 fou nomenat major de la guàrdia personal de Manuel Godoy. Després de l'aixecament del 2 de maig marxa cap a Màlaga, on es posa sota les ordres del general Francisco Javier Castaños, qui el nomena ajudant del tinent general Antoine Malet, marqués de Coupigny. En 1809 va participar en la batalla de Bailén, a la batalla de Tudela, a la batalla d'Uclés i a la batalla de Talavera de la Reina. En 1810, després de la presa de Sevilla pels francesos, es va retirar a Cadis. El 16 de març de 1810 fou ascendit a mariscal de camp i destinat al comtat de Niebla. L'octubre de 1811 va aconseguir que els francesos aixequessin l'assetjament de Tarifa, acció per la qual va rebre la Creu Llorejada de Sant Ferran. En 1812 fou nomenat comandant general del Regne de València i el 26 de febrer de 1813 fou ascendit a tinent general i nomenat Capità general de Catalunya, instal·lant-se inicialment a Vic i participant en els combats a La Bisbal del Penedès, Fraga i la Seu d'Urgell.
En nom de la regència, en 1814 va rebre el rei Ferran VII d'Espanya al marge dret del riu Fluvià, li presentà la constitució espanyola de 1812 i l'acompanyà durant el seu trajecte per Catalunya. Degut a les seves simpaties liberals, el 4 de juny de 1814 Ferran VII el va destituir i confinar a Sigüenza fins 1816. En 1817 es va casar amb la vigatana Maria Raimunda Timotea d'Asprer i d'Asprer Canal. Va viure en situació de caserna a Madrid fins 1818, quan fou nomenat governador militar de Barcelona. Fou destituït després del pronunciament de Rafael del Riego en 1820, però en gener de 1821 fou rehabilitat i nomenat Vocal de la Junta Consultiva del Ministeri de la Guerra. De juny a setembre de 1821 fou Cap superior polític de Madrid, l'agost de 1822 fou capità general de Castella la Nova i en febrer de 1823 fou cap militar interí de Palau.
A la fi del trienni liberal fou destituït, desposseït del seu grau militar i empresonat fins a maig de 1825. No va ser rehabilitat fins 1833, quan la regent Maria Cristina li va tornar els honors militars, i el 1836 li va concedir el títol de comte de Tarifa. Va morir malalt a Madrid el 18 de desembre de 1842.

## Obres
- Diario (1814) sobre les operacions militars durant la guerra del francès en 1811-12
- Memorias de los años de 1814 y 1820 al 24 (1858).